# Бзыбский диалект абхазского языка
Бзыбский диалект абхазского языка (также пишется «бзыпский») — один из основных диалектов абхазского языка, на котором говорят на Кавказе и в Турции. Он назван по области Бзыпын (абх. Бзыԥын).
От стандартного абхазского этот диалект отличается главным образом с точки зрения фонологии. Он включает в себя фонемы [ɕʷ] и [ʑʷ] (подобно садзскому диалекту) и фонемы: [t͡ɕ], [d͡ʑ], [t͡ɕʼ], [ɕ], [ʑ], [χˤ] и [χˤʷ], уникальные для бзыбского диалекта. В стандартном абхазском (основанном на абжуйском диалекте) эти фонемы отсутствуют.
Предполагается, что консонантизм бзыбского диалекта отражает систему согласных прото-абхазского языка, а системы согласных абжуйского и садзского диалектов являются несколько редуцированными.

## Современное положение
В наши дни происходит ассимиляция архаичных бзыбских согласных фонем со стороны привычных абжуйских литературных вариантов, а молодые бзыбцы уже не сохраняют черты, характерные для старшего поколения. В школах детям стараются напоминать о существовании бзыбского диалекта, но обучение ведётся с помощью книг, в которых преобладают абжуйские элементы.